# 遺伝子音楽
遺伝子音楽(いでんしおんがく，Gene Music）とは、遺伝学者の大野乾(おおの すすむ)が、昭和61年(1986年)に、幾つかの遺伝子の塩基配列を音符に変換することで記譜・演奏した音楽。DNAの塩基配列の構成原理に、音楽の音符の構成原理との同一性を見出し、このことを示すために行われた。
大野らの遺伝子音楽は、ニジマス、ブタ、ニワトリ等の動物が有する遺伝子の塩基配列に基づき演奏された。大野乾の妻の翠（みどり）がピアノで奏でたという。
なお、ヒトやサンショウウオなどの他の動物、またウイルス等の遺伝子の塩基配列を音楽に変換する試みが大野ら以外の人間によってもなされている。